# Huey « Piano » Smith
Pour les articles homonymes, voir Smith.
Huey « Piano » Smith, né le 26 janvier 1934 à La Nouvelle-Orléans et mort le 13 janvier 2023 est un pianiste américain de rhythm and blues dont le style a influencé le rock.

## Carrière
L'influence de Huey sur la musique de La Nouvelle-Orléans au milieu des années 1950 était profonde. Le Huey Piano Smith’s band a été comme une école de perfectionnement pour des chanteurs et des musiciens de NOLA, un des nombreux surnoms de cette ville.
Huey « Piano » Smith a écrit sa première chanson sur le piano Roberson Street Boogie (du nom de la rue où il a vécu), à seulement huit ans.
À quinze ans il a commencé à travailler dans les clubs et les studios d'enregistrement avec Eddie Jones. À dix-huit ans, en 1952, il a sorti You Made Me Cry.
En 1955, Smith est pianiste dans le premier groupe de Little Richard. La même année il a également joué le piano sur plusieurs enregistrements d'autres artistes comme Lloyd Price, Earl King (Those Lonely Lonely Nights), et Smiley Lewis (I Hear You Knocking).
En 1957, Smith forme Huey 'Piano' Smith and the Clowns avec Bobby Marchan. C'est avec The Clowns qu'il sort la majorité de ses singles, tels que Rockin' Pneumonia and the Boogie Woogie Flu en 1957 et son plus grand succès commercial, Don't You Just Know It, en 1958, qui servira notamment de générique de fin au film Snatch de Guy Ritchie.